# Краљевина Кент
Краљевина Кент (стенгл. Cantaware Rīce, лат. Cantia regnum, енгл. Kingdom of Kent) била је колонија Јута, а касније и независна држава у данашњој југоисточној Енглеској. Основали су је, у 5. веку, Јути, један од германских народа који се на обале Британије доселио из континенталних делова Европе (Шлезвиг-Холштајн) након повлачења римске војске. Краљевина Кент је једна од седам краљевина англосаксонске хептархије. Независност је изгубила у 8. веку када је постала вазал Мерсије. У 9. веку постала је вазал Весекса, да би у 10. веку постала део уједињене Краљевине Енглеске. Име јој се од тада користи за традиционалну грофовију Кент.